# Knipowitschia thessala
Knipowitschia thessala — вид риби з родини Gobiidae. Є ендеміком вод Греції. Мешкає в річках і прісноводних струмках. Вид під загрозою зникнення.